# Avengers: Endgame
Avengers: Endgame är en amerikansk superhjältefilm baserad på superhjältegruppen Avengers från Marvel Comics, producerad av Marvel Studios och distribuerad av Walt Disney Studios Motion Pictures. Det är uppföljaren till The Avengers från 2012, Avengers: Age of Ultron från 2015 och Avengers: Infinity War från 2018 samt den 22:a filmen i Marvel Cinematic Universe (MCU). Filmen är regisserad av Anthony och Joe Russo, skriven av Christopher Markus och Stephen McFeely och har en stor rollista som inkluderar Robert Downey Jr., Chris Evans, Mark Ruffalo, Chris Hemsworth, Scarlett Johansson, Jeremy Renner, Don Cheadle, Paul Rudd, Brie Larson, Karen Gillan, Danai Gurira, Bradley Cooper och Josh Brolin. I filmen arbetar de överlevande medlemmarna av Avengers och deras allierade tillsammans för att upphäva den skada som Thanos åsamkat i Infinity War.
Filmen presenterades i oktober 2014 under namnet Avengers: Infinity War - Part 2. Bröderna Russo fick regirollen i april 2015 och i maj rekryterades Markus och McFeely till att skriva manus. I juli 2016 tog Marvel bort filmens titel och hänvisade det som en obetitlad Avengers-film. Inspelningen började i augusti 2017 på Pinewood Atlanta Studios i Fayette County, Georgia och spelades in samtidigt med Avengers: Infinity War samt avslutades i januari 2018. Kompletteringsinspelningar ägde rum i centrala Atlanta och New York. Titeln Avengers: Endgame tillkännagavs officiellt i december 2018. Med en uppskattad budget på 356 miljoner dollar är den en av de dyraste filmerna som någonsin gjorts.
Avengers: Endgame var mycket efterlängtat och Disney understödde filmen med omfattande marknadsföringskampanjer. Den hade biopremiär i Los Angeles den 22 april 2019 och hade premiär i Sverige den 24 april och i USA den 26 april. Filmen fick mycket beröm för sin regi, skådespel, musik, underhållningsvärde, visuella effekter och känslomässiga tyngd. Flera recensenter betraktade filmen som kulmen av Infinity Saga, vars berättelse sträcker sig över 22 filmer och som började med filmen Iron Man från 2007. Den har tjänat in över 2,79 miljarder dollar från över hela världen, och som passerade Infinity Wars samlade biointäkter på endast elva dagar, och har slagit flera biorekord. Efter två månader passerade den filmen Avatars rekord till att bli den mest inkomstbringande filmen genom tiderna.

## Handling
Filmen inleds tre veckor efter att Thanos använde Evighetsstenarna till att förinta hälften av allt liv i universum. Carol Danvers räddar Nebula och Tony Stark från yttre rymden. De återvänder till jorden och återförenas med de överlevande medlemmarna av Avengers, som nu består av Natasha Romanoff, Bruce Banner, Steve Rogers, Rocket, Thor och James Rhodes. De lyckas spåra Thanos på en obebodd planet där han lever som en ensam bonde. De planerar att ta tillbaka Evighetsstenarna för att använda dem till att upphäva Thanos handlingar, men Thanos berättar att han har förstört stenarna för att förhindra framtida användning. Thor blir ilsken över detta och halshugger Thanos.
Fem år senare lyckas Scott Lang fly från att vara nedkrympt till kvantnivå där han suttit fast eftersom ingen kunnat förstora honom till normal storlek och möter Romanoff och Rogers på Avengers-anläggningen. Lang berättar att bara fem timmar har passerat för honom på kvantnivån istället för år. Han föreslår att de borde hitta ett sätt att navigera genom kvantnivån för att kunna resa tillbaka i tiden. De frågar efter Starks hjälp om att hämta stenarna från det förflutna för att upphäva Thanos handlingar i nutiden, men Stark vägrar att ge dem hjälp då han bildat familj. Han ångrar sig senare efter att ha pratat med sin fru Pepper Potts och tillsammans med Banner, som nu har kombinerat sin intelligens med Hulkens styrka och kropp, lyckas de bygga upp en fungerande tidsmaskin. Banner varnar dem att eventuella förändringar i det förflutna inte kommer påverka deras nutid, utan istället kommer förändringarna skapa förgrenade alternativa verkligheter. Han och Rocket reser till Norge, där de överlevande från Asgård har skapat ett litet fiskesamhälle, och rekryterar Thor, som nu har blivit överviktig och deprimerad över sitt misslyckande med att stoppa Thanos. I Tokyo rekryterar Romanoff Clint Barton, som till följd av hans familjs förintelse blivit en våldsam brottsbekämpare.
De återförenade Avengers delas upp i flera grupper. Banner, Rogers, Lang och Stark reser till New York år 2012. Banner besöker Sanctum Sanctorum och övertygar Den forne om att ge honom Tidsstenen. Rogers lyckas ta Sinnesstenen, men Lang och Stark misslyckas med att ta Rymdstenen, och den dåtida Loke använder den för att fly. Rogers och Stark reser till S.H.I.E.L.D.-s högkvarter år 1970, där Stark tar en tidigare version av Rymdstenen, och stöter samtidigt på sin far Howard Stark, medan Rogers stjäl några flaskor som innehåller Pym-partiklar från Hank Pym för att kunna resa tillbaka till nutiden. Rocket och Thor reser till Asgård år 2013, där Rocket tar Verklighetsstenen från Jane Foster och Thor hämtar tillbaka sin tidigare hammare, Mjölnir. Nebula och Rhodes reser till Morag år 2014 och stjäl Maktstenen innan Peter Quill gör det. Rhodes återvänder med stenen till nutiden, men Nebula blir förlamad när hennes cybernetiska implantat sammanlänkas med hennes dåtida jag från 2014. Genom denna sammanlänkning får den dåtida Thanos tillgång till hennes minnen och får reda på Avengers planer. Han tillfångatar henne och skickar den dåtida Nebula till nutiden, förklädd som den framtida Nebula. Barton och Romanoff reser till Vormir och får veta av väktaren av Själsstenen, Red Skull, att den bara kan förvärvas genom att offra det man älskar. Romanoff offrar sitt liv, och Barton får således stenen.
Avengers återförenas i nutiden och placerar stenarna i en handske som Stark har byggt, vilken Banner använder för att återuppliva alla som Thanos har förintat. Den dåtida Nebula använder tidsmaskinen för att transportera den dåtida Thanos och hans rymdskepp till nutiden, och han anfaller Avengers-anläggningen. Nebula övertygar den dåtida Gamora att förråda Thanos och skjuter ner hennes dåtida jag. Thanos övermannar Stark, Rogers och Thor, och berättar att han kommer använda Evighetsstenarna till att förinta universum och skapa ett nytt och bättre sådant, och att ingen kommer minnas de gamla. Han samlar sin armé till att invadera jorden, men den återupplivade Stephen Strange anländer med sina allierade magiker, de övriga återställda Avengers-medlemmarna, Guardians of the Galaxy, arméerna från Asgård och Wakanda, samt Ravagers för att strida mot Thanos armé. Senare anländer även Danvers, som förstör Thanos rymdskepp. Thanos övermannar hjältarna och tar handsken, men Stark stjäl tillbaka Evighetsstenarna och använder dem till att förinta Thanos och hans armé. Stark dör sedan av den energi som utlöses när alla stenarna används samtidigt.
Efter Starks begravning utser Thor Valkyria till härskare över det nya Asgård och ansluter sig till Guardians of the Galaxy, samtidigt som Quill försöker leta efter den dåtida Gamora. Rogers återlämnar Evighetsstenarna och Mjölnir till sina ursprungliga platser i dåtiden, men väljer att tillbringa sitt resterande liv i dåtiden med Peggy Carter. I nutiden överlämnar en gammal Rogers sin sköld och titel till Sam Wilson.

## Rollista
- Robert Downey Jr. – Tony Stark / Iron Man[4][5]
- Chris Evans – Steve Rogers / Captain America[6][7]
- Chris Hemsworth – Thor[6][8]
- Mark Ruffalo – Bruce Banner / Hulken[9][10]
- Jeremy Renner – Clint Barton[11][12][13]
- Scarlett Johansson – Natasha Romanoff / Black Widow[14][5]
- Karen Gillan – Nebula[15]
- Paul Rudd – Scott Lang / Ant-Man[5]
- Josh Brolin – Thanos[16][17][18]
- Don Cheadle – James "Rhodey" Rhodes / War Machine[19]
- Bradley Cooper – Rocket (röst)[20][21]
- Brie Larson – Carol Danvers / Captain Marvel[22][22][23]
- Zoë Saldaña – Gamora[24]
- Anthony Mackie – Sam Wilson / Falcon[25]
- Gwyneth Paltrow – Virginia "Pepper" Potts[26][27]
- Tilda Swinton – Den forne (The Ancient One)
- John Slattery – Howard Stark
- Chris Pratt – Peter Quill / Star-Lord[28]
- Tom Holland – Peter Parker / Spider-Man[29]
- Rene Russo – Frigg
- Elizabeth Olsen – Wanda Maximoff / Scarlet Witch[28]
- Sebastian Stan – Bucky Barnes / Winter Soldier[30][8]
- Tessa Thompson – Valkyria
- Chadwick Boseman – T'Challa / Black Panther[31]
- Danai Gurira – Okoye
- Benedict Cumberbatch – Dr. Stephen Strange / Doctor Strange[32]
- Evangeline Lilly – Hope van Dyne / Wasp[33]
- Letitia Wright – Shuri[34]
- Hiroyuki Sanada – Akihiko[35]
- Tom Hiddleston – Loke[36]
- Vin Diesel – Groot (röst)
- Dave Bautista – Drax the Destroyer[37]
- Hayley Atwell – Peggy Carter
- Ross Marquand – Red Skull / Stonekeeper
- Maximiliano Hernández – Agent Jasper Sitwell
- Taika Waititi – Korg
- Pom Klementieff – Mantis[38]
- Jon Favreau – Harold "Happy" Hogan[26]
- Benedict Wong – Wong[39]
- Frank Grillo – Brock Rumlow[40]
- Robert Redford – Alexander Pierce
- Michael Douglas – Dr. Henry "Hank" Pym
- Tom Vaughan-Lawlor – Ebony Maw
- Monique Ganderton – Proxima Midnight
- Terry Notary – Cull Obsidian
- Michael James Shaw – Corvus Glaive
- Linda Cardellini – Laura Barton
- Michelle Pfeiffer – Janet van Dyne
- James D'Arcy – Edwin Jarvis
- Natalie Portman – Jane Foster
- Jacob Batalon – Ned
- Marisa Tomei – Faster May Parker
- William Hurt – Thaddeus "Thunderbolt" Ross
- Angela Bassett – Ramonda
- Winston Duke – M'Baku
- Lexi Rabe – Morgan Stark
- Ava Russo – Lila Barton
- Emma Fuhrmann – Cassie Lang
- Ty Simpkins – Harley Keener
- Kerry Condon – F.R.I.D.A.Y. (röst)
- Callan Mulvey – Jack Rollins
- Sean Gunn – Kraglin
- Ken Jeong – Säkerhetsvakt
- Yvette Nicole Brown – S.H.I.E.L.D.-agent
- Joe Russo – Man i terapi
- Jim Starlin – Man som sörjer
- Cobie Smulders – Agent Maria Hill
- Samuel L. Jackson – Nick Fury
- Stan Lee – Man i 70-talsbil[41]

## Produktion
I oktober 2014 meddelade Marvel att uppföljaren till Avengers: Age of Ultron skulle bestå av två delar, Avengers: Infinity War – Part 1 och Part 2. Första delen skulle ha premiär den 4 maj 2018 och den andra skulle ha premiär den 3 maj 2019. I april 2015 meddelade Marvel att Bröderna Russo kommer att regissera båda delarna av Infinity War i en och samma filmproduktion, som skulle inledas 2016. Under samma månad sade producenten Kevin Feige att Infinity War-filmerna skulle vara två olika filmer "för att de [har] sådana delade element, det kände sig lämpligt... att [texta filmerna] på det viset. Men jag skulle inte kalla det en story som var delad på hälften. Jag skulle säga att det kommer att bli två olika filmer." I maj 2015 anställdes Christopher Markus och Stephen McFeely till att skriva manusen till båda delarna av filmen. I maj 2016 avslöjade bröderna Russo att de skulle döpa om de två filmerna för att ta bort missuppfattningen att de var en enda stor film uppdelad i två delar, där Joe vidare konstaterade: "Avsikten är att vi kommer att ändra [titlarna], vi har bara inte kommit på dem [dem] än." Under juli 2016 tog Marvel bort filmens titel och hänvisade det som en Obetitlad Avengers-film. Feige och bröderna Russo antydde att titeln undanhölls eftersom den skulle avslöja viktiga berättelsedetaljer både för denna film och Infinity War.
Den första inspelningen började den 10 augusti 2017 under arbetstiteln Mary Lou 2, vid Pinewood Atlanta Studios i Fayette County, Georgia, där Trent Opaloch var filmfotograf. Både denna film och Infinity War spelades in med IMAX/Arri 2D-kameror, och var därmed de första två Hollywood-filmerna som spelades in helt och hållet med IMAX-digitalkameror. Under samma månad gjordes inspelningar i området The Gulch i centrala Atlanta, nära tunnelbanestationen Five Points och Piemonte Park. Feige förklarade att filmerna ursprungligen var planerade att inspelas samtidigt, men istället blev filmen inspelad på varandra följande, eftersom "Det blev för komplicerat att korsa dem på så sätt, och vi befann oss - igen, att något alltid skulle betala priset. Vi ville kunna fokusera och spela in en film och sedan fokusera och spela in en annan film." Anthony Russo ansåg tidigare att det var mer meningsfullt att spela in filmerna samtidigt på grund av ekonomiska och logistiska skäl med tanke på det stora antalet skådespelare, trots att varje del är sin egen distinkta film, och föreslog att "några dagar kommer vi spela in den första filmen och några dagar kommer vi spela in den andra filmen. Hoppa fram och tillbaka helt enkelt." Produktionen avslutades den 11 januari 2018, trots att kompletteringsinspelningar ägde rum i Dutchess och Ulster counties i New York i juni 2018. Nyinspelningar började senast den 7 september 2018 och avslutades den 12 oktober 2018. Ytterligare nyinspelningar inträffade i januari 2019. Evans och Hemsworth fick var och en 15 miljoner dollar för filmen.
Den 7 december 2018, i och med utgivningen av filmens första trailer, avslöjades filmens titel som Avengers: Endgame. Samtidigt flyttades filmens biopremiär i USA till 26 april 2019. Filmens visuella effekter skapades av Industrial Light & Magic, Weta Digital, DNEG, Framestore, Cinesite, Digital Domain, Rise, Lola VFX, Cantina Creative, Capital T, Technicolor VFX och Territory Studio. Jeffrey Ford och Matthew Schmidt var filmens klippare.

## Musik
I juni 2016 avslöjades att Alan Silvestri, som komponerade musiken för The Avengers, skulle återvända för att göra musiken både för Infinity War och Endgame. Bröderna Russo började arbeta med Silvestri på Endgames musik i början av november 2018, och arbetet slutfördes i slutet av mars 2019. Silvestri beskrev att musiken hade den mest mångsidiga tonen i hela MCU-serien, allt från "dånande slagverk och kraftfullt brass" för actionscenerna till minimalistisk, jazzinspirerad musik för Ant-Man och kvantumriket. Silvestri återanvänder sina teman från tidigare Avengers-filmer och Captain America: The First Avenger, såsom material han skrev för Thanos och Evighetsstenarna i Infinity War. Han ansåg att det var gripande med att skriva musiken till avslutningen av Captain Americas berättelse, eftersom han hade "varit på denna resa med honom från början". Filmens soundtrack använder också Christophe Becks Ant-Man-tema, Michael Giacchinos Doctor Strange-tema och Pinar Topraks Captain Marvel-tema. Dessutom användes låtarna "Come and Get Your Love" av Redbone och "It's Been Long, Long Time" av Jule Styne och Sammy Cahn, som tidigare har använts i Guardians of the Galaxy och Captain America: The Winter Soldier. Ett soundtrackalbum med Silvestris musik släpptes digitalt av Hollywood Records den 26 april 2019, och får sin fysiska utgivning den 24 maj.

## Distribution
Avengers: Endgame hade världspremiär på Los Angeles Convention Center den 22 april 2019. Disney använde mässhallens Hall K för filmens premiär, och arbetade med Dolby och QSC Audio för att installera en 21 meter bred skärm, Dolby Vision-projektorer och ett Dolby Atmo-ljudsystem. Mässhallen anordnade också premiärens röda matta och efterfest. Filmen släpptes i Kina, Australien och andra delar av Asien och Europa, inklusive Sverige, den 24 april 2019, i Storbritannien den 25 april, i USA och Indien den 26 april och i Ryssland den 29 april. Filmen visades både i IMAX och 3D. Det var ursprungligen planerat att släppas i USA den 3 maj 2019. Radio Liberty rapporterade att den ryska regeringen ska ha givit en kontroversiell order om att uppskjuta filmens distribution i Ryssland, i syfte att främja ryskproducerade filmer.
Avengers: Endgame kommer att strömmas exklusivt på Disney+ från och med den 11 december 2019.

## Mottagande
Avengers: Endgame fick ett mestadels positivt mottagande av recensenter. På Rotten Tomatoes har filmen ett medelbetyg på 94 %, baserat på 504 recensioner, och ett genomsnittsbetyg på 8,24 av 10. Webbplatsens kritiska konsensus lyder följande: "Avengers: Endgame är spännande, underhållande och känslomässigt slagkraftig, och gör vad som krävs för att leverera en tillfredsställande avslutning på Marvels episka Infinity Saga." På Metacritic har filmen genomsnittsbetyget 78 av 100, baserat på 57 recensioner.
Glen Weldon från NPR gav filmen en positiv recension och ansåg att filmen var en värdig uppföljare både till sin föregångare och de övriga 22 filmerna i Marvel-franchisen och skrev att "Bröderna Russos beslut att hålla sig nära de återstående Avengers-medlemmarnas upplevelser är en givande sådan, eftersom de uttryckligen har konstruerat filmen som en förlängd segerlapp för Marvel Cinematic Universe i sin helhet. Har du en favoritkaraktär från någon Marvel-film från det senaste decenniet, oavsett hur obskyr den är? Förbered dig på att bli väl omhändertagen, fan." Peter Travers från Rolling Stone gav filmen 4 av 5 stjärnor och skrev: "Du behöver inte skämta om den klichéaktiga tidreseberättelsen - filmen är redo, villig och i stånd att skapa sin egen, och Tillbaka till framtiden kommer få en stor käftsmäll." Peter Debruge från Variety skrev, "Efter den stora kraftmätningen som var Infinity War, levererar bröderna Russo en mer fan-främjande tre timmar lång uppföljare, som belönar lojalitet mot Marvel Cinematic Universe." JR Kinnard från Popmatters skrev: "Högbudget-actionfilmskapande blir inte mycket bättre än det här." Todd McCarthy från The Hollywood Reporter skrev: "Det starkaste som påträffas här, vilket är märkligt för en specialeffektdriven serietidningsbaserad film, är karaktärernas skådespel, speciellt från Downey, Ruffalo, Evans, Hemsworth, Brolin och Paul Rudd." Richard Roeper från Chicago Sun-Times gav filmen fyra stjärnor och kallade den för "den obestridliga mästaren [av MCU] när det kommer till känslomässig chock". Roeper fortsatte med att berömma "det roliga, snabba, smarta, skickligt skrivna manuset från Christopher Markus och Stephen McFeely, den skarpa regin från Anthony Russo och Joe Russo... och de enastående stjärnprestationerna [från skådespelarna]."
A.O. Scott från The New York Times gav filmen en positiv dock reserverad recension, och konstaterade att "Endgame är ett monument för tillräcklighet, ett passande krön till ett företag som funderade på hur man kan vara tillräckligt bra för tillräckligt många människor tillräckligt länge. Inte för att det verkligen är över, förstås: Disney och Marvel jobbar fortfarande med nya knep i att tjäna pengar i oavbruten följd. Men Russos ger en känsla av ett avslut, en chans att uppskatta det som har gjorts innan tidslinjerna återställs och vi alla måste gå tillbaka till jobbet." Justin Chang från Los Angeles Times skrev att "Avengers: Endgame uppnår och förtjänar sin klimatiska känslovåg, trots att den lider brist på riktig katarsis". Richard Brody från The New Yorker gav filmen en kritisk recension och hävdade att det goda skådespelet inte kunde matchas av regissörernas jämförbara kompetens. Han skrev: "Bröderna Russo har ett särdeles litet förstånd när det kommer till visuell njutning, till skönhet, till metaforer och en liten begåvning till konsistens eller sammansättning. Deras spektakulära fåfänga är när det kommer till skala, vilket är varför deras finaste stunder är de som är tysta och dramatiska".
Anthony Lane, som samtidigt med sin recension av Endgame skrev på en ny biografi om Rudolf Nurejev för The New Yorker den 26 april 2019, gav filmen en kompromisslös recension och betraktade filmen som överutvecklad och överlastad, och konstaterade: "Ett tag verkar det som att scenariot (med dåligt filmskapande) kan vara sannolik, eftersom de flesta av karaktärerna har förfallit. Thanos har tagit avstånd från massförstörelse för att istället ta hand om sin bondgård, Black Widow sitter runt och äter jordnötssmörgåsar och Thor är en tjock drummel. Hur de senare gör sig redo för ett stort och försonande slagsmål, det vägrar jag att avslöja".

## Utmärkelser
| Pris                   | Datum för ceremonin | Kategori                                            | Översättning                                  | Mottagare                                   | Resultat   | Ref.    |
| ---------------------- | ------------------- | --------------------------------------------------- | --------------------------------------------- | ------------------------------------------- | ---------- | ------- |
| Golden Trailer Awards  | 29 maj 2019         | Best Fantasy Adventure                              | Bästa fantasyäventyr                          | "Reflections" (MOCEAN)                      | Vann       | [ 97 ]  |
| Golden Trailer Awards  | 29 maj 2019         | Best Original Score                                 | Bästa musik                                   | "Capstone" (MOCEAN)                         | Nominerad  | [ 97 ]  |
| Golden Trailer Awards  | 29 maj 2019         | Best Action TV Spot (for a Feature Film)            | Bästa actionreklam (för en långfilm)          | "Super Bowl Spot" (The Hive)                | Nominerad  | [ 97 ]  |
| Golden Trailer Awards  | 29 maj 2019         | Best Fantasy Adventure TV Spot (for a Feature Film) | Bästa fantasyäventyr-reklam (för en långfilm) | "Overpower" (MOCEAN)                        | Vann       | [ 97 ]  |
| Golden Trailer Awards  | 29 maj 2019         | Best Fantasy Adventure Poster                       | Bästa fantasyäventyr-affisch                  | "Payoff One-Sheet" (LA/Lindeman Associates) | Nominerad  | [ 97 ]  |
| Golden Trailer Awards  | 29 maj 2019         | Best International Poster                           | Bästa internationella affisch                 | "Payoff One-Sheet" (LA/Lindeman Associates) | Nominerad  | [ 97 ]  |
| MTV Movie & TV Awards  | 17 juni 2019        | Best Movie                                          | Bästa film                                    | Avengers: Endgame                           | Vann       | [ 98 ]  |
| MTV Movie & TV Awards  | 17 juni 2019        | Best Hero                                           | Bästa hjälte                                  | Robert Downey Jr.                           | Vann       | [ 98 ]  |
| MTV Movie & TV Awards  | 17 juni 2019        | Best Villain                                        | Bästa skurk                                   | Josh Brolin                                 | Vann       | [ 98 ]  |
| MTV Movie & TV Awards  | 17 juni 2019        | Best Fight                                          | Bästa strid                                   | Chris Evans vs. Josh Brolin                 | Nominerad  | [ 98 ]  |
| Teen Choice Awards     | 11 augusti 2019     | Choice Action Movie                                 | Choice actionfilm                             | Avengers: Endgame                           | Vann       | [ 99 ]  |
| Teen Choice Awards     | 11 augusti 2019     | Choice Action Movie Actor                           | Choice actionfilmskådespelare                 | Robert Downey Jr.                           | Vann       | [ 99 ]  |
| Teen Choice Awards     | 11 augusti 2019     | Choice Action Movie Actor                           | Choice actionfilmskådespelare                 | Chris Evans                                 | Nominerad  | [ 99 ]  |
| Teen Choice Awards     | 11 augusti 2019     | Choice Action Movie Actor                           | Choice actionfilmskådespelare                 | Chris Hemsworth                             | Nominerad  | [ 99 ]  |
| Teen Choice Awards     | 11 augusti 2019     | Choice Action Movie Actor                           | Choice actionfilmskådespelare                 | Paul Rudd                                   | Nominerad  | [ 99 ]  |
| Teen Choice Awards     | 11 augusti 2019     | Choice Action Movie Actress                         | Choice actionfilmskådespelerska               | Scarlett Johansson                          | Vann       | [ 99 ]  |
| Teen Choice Awards     | 11 augusti 2019     | Choice Action Movie Actress                         | Choice actionfilmskådespelerska               | Brie Larson                                 | Nominerad  | [ 99 ]  |
| Teen Choice Awards     | 11 augusti 2019     | Choice Action Movie Actress                         | Choice actionfilmskådespelerska               | Zoe Saldana                                 | Nominerad  | [ 99 ]  |
| Teen Choice Awards     | 11 augusti 2019     | Choice Movie Villain                                | Choice filmskurk                              | Josh Brolin                                 | Vann       | [ 99 ]  |
| Saturn Awards          | 13 september 2019   | Best Comic-to-Film Motion Picture                   | Bästa serietidningsfilm                       | Avengers: Endgame                           | Vann       | [ 100 ] |
| Saturn Awards          | 13 september 2019   | Best Actor                                          | Bästa manliga huvudroll                       | Robert Downey Jr.                           | Vann       | [ 100 ] |
| Saturn Awards          | 13 september 2019   | Best Actor                                          | Bästa manliga huvudroll                       | Chris Evans                                 | Nominerad  | [ 100 ] |
| Saturn Awards          | 13 september 2019   | Best Supporting Actor                               | Bästa manliga biroll                          | Jeremy Renner                               | Nominerad  | [ 100 ] |
| Saturn Awards          | 13 september 2019   | Best Supporting Actress                             | Bästa kvinnliga biroll                        | Karen Gillan                                | Nominerad  | [ 100 ] |
| Saturn Awards          | 13 september 2019   | Best Supporting Actress                             | Bästa kvinnliga biroll                        | Scarlett Johansson                          | Nominerad  | [ 100 ] |
| Saturn Awards          | 13 september 2019   | Best Director                                       | Bästa regissör                                | Anthony och Joe Russo                       | Nominerad  | [ 100 ] |
| Saturn Awards          | 13 september 2019   | Best Writing                                        | Bästa manus                                   | Christopher Markus och Stephen McFeely      | Nominerad  | [ 100 ] |
| Saturn Awards          | 13 september 2019   | Best Production Design                              | Bästa scenografi                              | Charles Wood                                | Vann       | [ 100 ] |
| Saturn Awards          | 13 september 2019   | Best Editing                                        | Bästa klippning                               | Jeffrey Ford Matthew Schmidt                | Vann       | [ 100 ] |
| Saturn Awards          | 13 september 2019   | Best Music                                          | Bästa musik                                   | Alan Silvestri                              | Nominerad  | [ 100 ] |
| Saturn Awards          | 13 september 2019   | Best Costume Design                                 | Bästa kostym                                  | Judianna Makovsky                           | Nominerad  | [ 100 ] |
| Saturn Awards          | 13 september 2019   | Best Make-up                                        | Bästa smink                                   | John Blake och Brian Sipe                   | Vann       | [ 100 ] |
| Saturn Awards          | 13 september 2019   | Best Special Effects                                | Bästa specialeffekter                         | Avengers: Endgame                           | Vann       | [ 100 ] |
| People's Choice Awards | 10 november 2019    | Movie of 2019                                       | 2019 års film                                 | Avengers: Endgame                           | Ej avgjort | [ 101 ] |
| People's Choice Awards | 10 november 2019    | Action Movie of 2019                                | 2019 års actionfilm                           | Avengers: Endgame                           | Ej avgjort | [ 101 ] |
| People's Choice Awards | 10 november 2019    | Male Movie Star of 2019                             | 2019 års manliga huvudroll                    | Robert Downey Jr.                           | Ej avgjort | [ 101 ] |
| People's Choice Awards | 10 november 2019    | Male Movie Star of 2019                             | 2019 års manliga huvudroll                    | Chris Hemsworth                             | Ej avgjort | [ 101 ] |
| People's Choice Awards | 10 november 2019    | Female Movie Star of 2019                           | 2019 års kvinnliga huvudroll                  | Scarlett Johansson                          | Ej avgjort | [ 101 ] |
| People's Choice Awards | 10 november 2019    | Action Movie Star of 2019                           | 2019 års actionskådespelare                   | Robert Downey Jr.                           | Ej avgjort | [ 101 ] |
| People's Choice Awards | 10 november 2019    | Action Movie Star of 2019                           | 2019 års actionskådespelare                   | Chris Evans                                 | Ej avgjort | [ 101 ] |